# الماغار

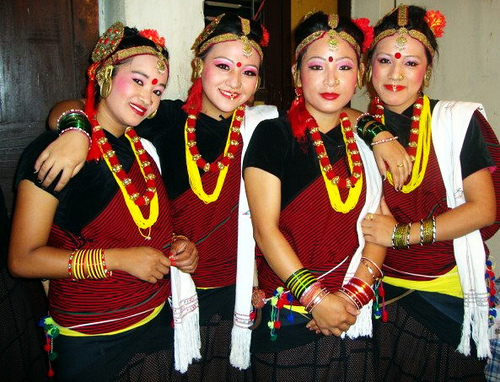

الماغار، أو كما يطلق عليهم لفظ المانغار أو المونغار، هم ثالث أكبر مجموعة عرقية لغوية في نيبال، وتمثل 7.1% من إجمالي سكان نيبال وفقا لتعداد نيبال لعام 2011.
كان الموطن الأصلي لشعب ماغار إلى الغرب من نهر غانداكي، وكان يتألف بشكل تقريبي من ذلك الجزء من نيبال الذي يقع بين مناطق غولمي وأرغاخانشي وبالبا. قسم هذا البلد إلى اثني عشر مقاطعة تعرف باسم «باهرا ماغارات» (اتحاد ممالك الإثني عشر مغارًا)، شملت المناطق التالية من تلك الفترة: أرغا، وخانتشي، وبيركوت، ودهور، وغارهونغ، وغيرينغ، وغولمي، وإسما، وموسيكوت، وبيونغ، ورايزينغ، وساتونغ، وبيونغ. خلال فترة العصور الوسطى، كانت المنطقة كلها من بالبا إلى غورخا تدعى «الماغارات»، وهو المكان الذي يقطنه ويعيش به الماغار. كان هناك أيضًا اتحاد ثان لممالك ماغار الثمانية عشر يعرف باسم «أثارا ماغارات»، وكان يقطنه سابقًا خام ماغار.

## الأصل
هناك قصص أسطورية مثيرة للاهتمام تصف أصول الماغار.
يقول الماغار أبناء باهارا ماغارات شرق نهر كالي غانداكي إنهم نشأوا في أرض سيم. كان هناك أخوان، سيم ماغار وتشينتو ماغار، تقاتلا، فبقي أحدهما في سيم في حين رحل الآخر إلى كانغواشين، جنووبي سيكيم. عاش شعب بوتيا في أقصى شمالي المنطقة. مع مرور الوقت، أصبح الماغار شديدي القوة وجعلوا شمال بوتيا تابعًا لهم. حكم سينتو ساتي بطريقة شديدة الاستبداد، وتآمر شعب بوتيا لاغتياله. أخذت ملكة شينغ بثأرها وسممت 1000 مواطن من بوتيا ضمن مكان يطلق عليه الآن اسم تونغ سونغ فونغ، أي «حيث قتل ألف شخص». في وقت لاحق، أخرج شعب بوتيا الماغار، مجبرينهم على الهجرة بعيدًا في الجنوب. كجزء من هذه الهجرة، هاجرت إحدى المجموعات إلى سيمرونغار، وانتقلت مجموعة إلى منطقة أوكلدهونغا، في حين عادت مجموعة أخرى إلى الشرق. لم يتم تحديد أي تواريخ.
تتلخص أصول ماغار كايكي بالحكايات الصوفية التي يروها ويرددها السكان المحليون. وفقا لأحد هذه القصص، كان ماغار كايكي أبناء امرأة فرت من قرية غير محددة في مملكة كاليال. ثم أنجبت طفلًا صبيًا. عندما كبر الطفل، أسر ملاكًا بينما كانت الأم تستحم مع أصدقائها. مع مرور الوقت، أنجب الابن وعروسته الملاك ثلاثة أطفال. كان هؤلا الأطفال أسلاف قبيلة بوذا وروكايا وغارتي. في حين يختلف أصل القبيلة الرابعة. كان أحد الأبناء الثلاثة راعيًا ظلّ يضيّع نفس المعزة كل يوم، لذا قام باللحاق بها ذات يوم عندما رآها تسرح بعيدًا عن بقية القطيع. اكتشف أنها كانت تعطي حليبها لطفل رضيع يعيش في جوف شجرة خيزران. أحضر الراعي الطفل إلى منزله. نشأ هذا الطفل وأصبح سلف عشيرة جانكري. كانت تلك اللغة تسمى «كايكي»، وتعني «لغة الآلهة».

## التاريخ
يعود أول تاريخ مدوّن عن شعب الماغار إلى عام 1100 ميلادية. يعد الماغار من أقدم القبائل المعروفة في نيبال. ماغار بيسايا كان الاسم القديم لماغارات، المنطقة التي قطنها الماغار.
كانت منطقة ماغارات محدودة من نهر مارسيانغدي إلى منطقة بيوتثان خلال ذلك الوقت. ازدهر الماغار خلال تلك الفترة لمستوى أن تلك المنطقة من البلاد انقسمت إلى اثنتي عشرة مملكة – لكل منها حكمها الخاص – يفترض أن كل فرد من تلك الممالك يعود في نسبه إلى الخط الذكوري نفسه. تظهر بعض السجلات تلك المناطق الإثنتي عشر على أنها كانت: أرغاك، وخانتشي، وغولمي، وإسما، وموسيكوت، وغيرينغ، ورايزينغ، وبيركوت، وبايونغ، وغارونغ، ودهور، وساتونغ. من بين تلك الممالك، كان أكثر الملوك قوة هم حكام غولمي، وأرغا، وخاتشي.